# Cobden (Nouvelle-Zélande)
Pour les articles homonymes, voir Cobden.

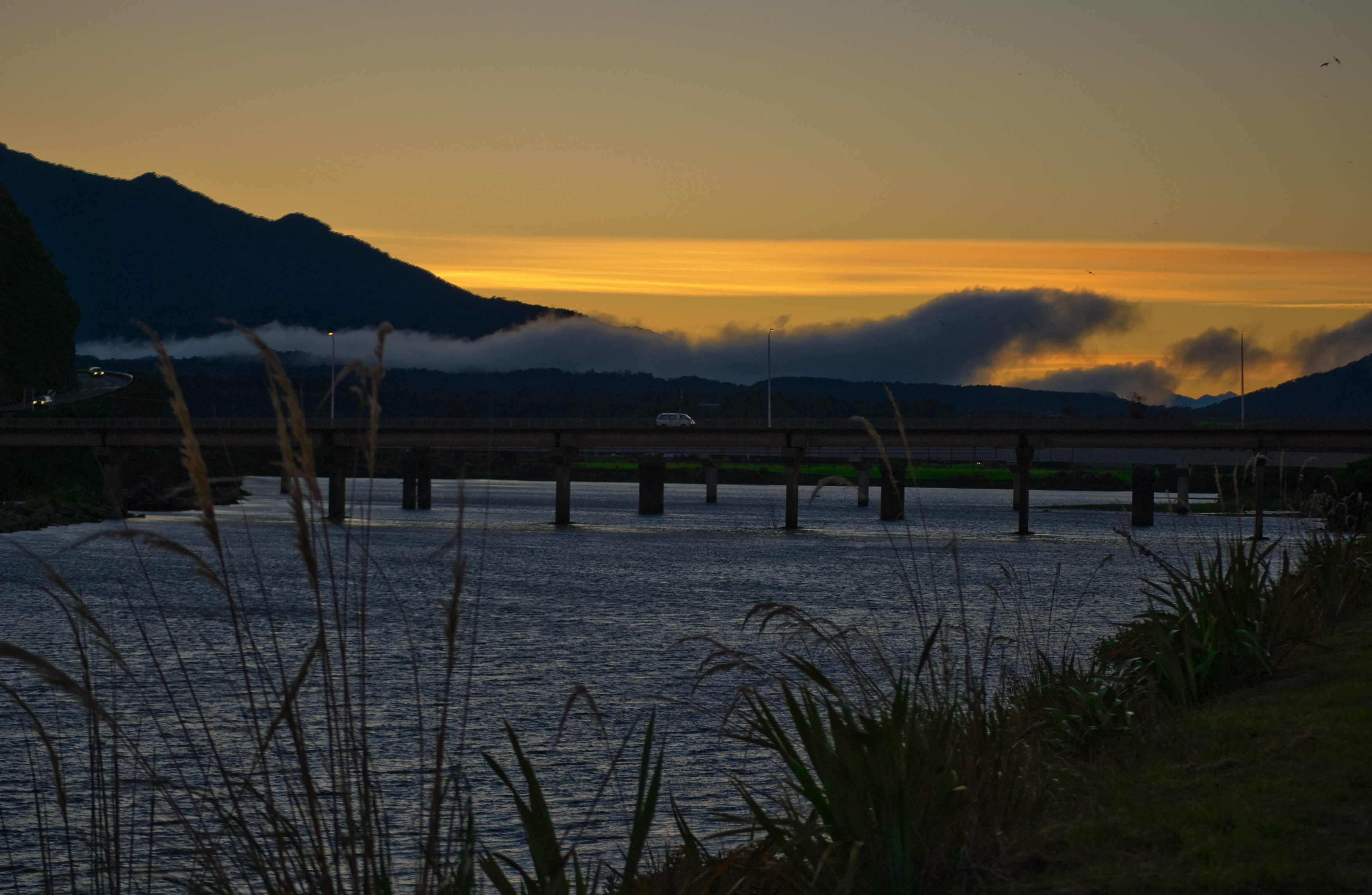
Pont entre la ville de Cobden et le centre de Greymouth

La ville de Cobden est une banlieue située au nord de la ville de Greymouth dans la région de la West Coast dans l’Île du Sud de la Nouvelle-Zélande.

## Situation
La rivière Grey River sépare la banlieue de Cobden du reste de la ville de Greymouth.
Vers le nord se trouvent la chaîne de Rapahoe.
La State Highway 6/S H 6 longe le bord sud-est de la banlieue de Cobden,. 
La banlieue est limitée au nord-est par la ville de Runanga, au sud par le centre de la ville de Greymouth, au sud-est par celle de Blaketown et à l’est par la mer de Tasman.

## Population
La population était de 1 707 habitants lors du recensement de 2006, en augmentation de 30 résidents par rapport à l’année 2001.

## Gouvernance
Durant la période de 1853 à 1876, Cobden fut administrée comme une partie de la Province de Nelson (en).

## Éducation
Cobden School est une école mixte assurant tout le primaire, allant de l’année 1 à 8, avec un taux de décile de 2 et un effectif de 142 élèves.